# Koe no katači (film)
Koe no katači (japonsky 聲の形; doslova „Tvar hlasu“) je japonský animovaný dramatický film z roku 2016 z produkce Kyoto Animation, v režii Naoko Jamadové, se scénářem Reiko Jošidové, s návrhy postav od Futošiho Nišiji a hudbou od Kensukeho Ušia. Natočen byl podle stejnojmenné mangy, kterou napsala a ilustrovala Jošitoki Óimová. Film vypráví o bývalém tyranovi, který se stal společenským vyděděncem a který se rozhodne znovu navázat kontakt a spřátelit se s hluchoněmou dívkou, jež se před lety stala jeho obětí.
Plány na animovanou filmovou adaptaci byly oznámeny již v listopadu 2014, v listopadu 2016 bylo potvrzeno, že film bude produkovat společnost Kyoto Animation. Miju Irino a Saori Hajamová byli v květnu 2016 obsazeni do hlavních hlasových rolí a v červenci 2016 byl zveřejněn plakát a oficiální trailer pro kinopremiéru.
Premiéra filmu Koe no katači se uskutečnila 24. srpna 2016 v Tokiu, do japonských kin byl uveden 17. září 2016. Celosvětově byl promítán v období od února do června 2017. Film získal od kritiků velmi pozitivní hodnocení, chválena byla režie, animace a psychologická složitost postav. Celosvětově vydělal přes 30,5 milionu dolarů. Film získal Cenu japonské filmové kritiky za nejlepší animovaný film, Filmovou cenu Japonské akademie za vynikající animaci roku a film byl nominován na Filmovou cenu Mainiči za nejlepší animovaný film.